# Bo Sylvan
Bo Hans Henning Sylvan, född 7 oktober 1931 i Stockholm, död 1 december 2015 i Norrköping, var en svensk konstvetare och professor.
Bo Sylvan var överintendent vid Kulturhuset i Stockholm, chef för Norrköpings konstmuseum och ständig sekreterare i Konstakademien 1990–1996. Han var hedersledamot av Konstakademien sedan 1990. Samma år utnämndes Sylvan till professor på Konstakademiens förslag.